# Magnus Glendrange
Magnus Glendrange, född 15 mars 1983, är en före detta norsk höjdhoppare. Hans personliga rekord är 2,07 meter, satt 12 augusti 2001 på Nadderud stadion. Han tog brons i norska mästerskapen 2004.